# Birdie Kim

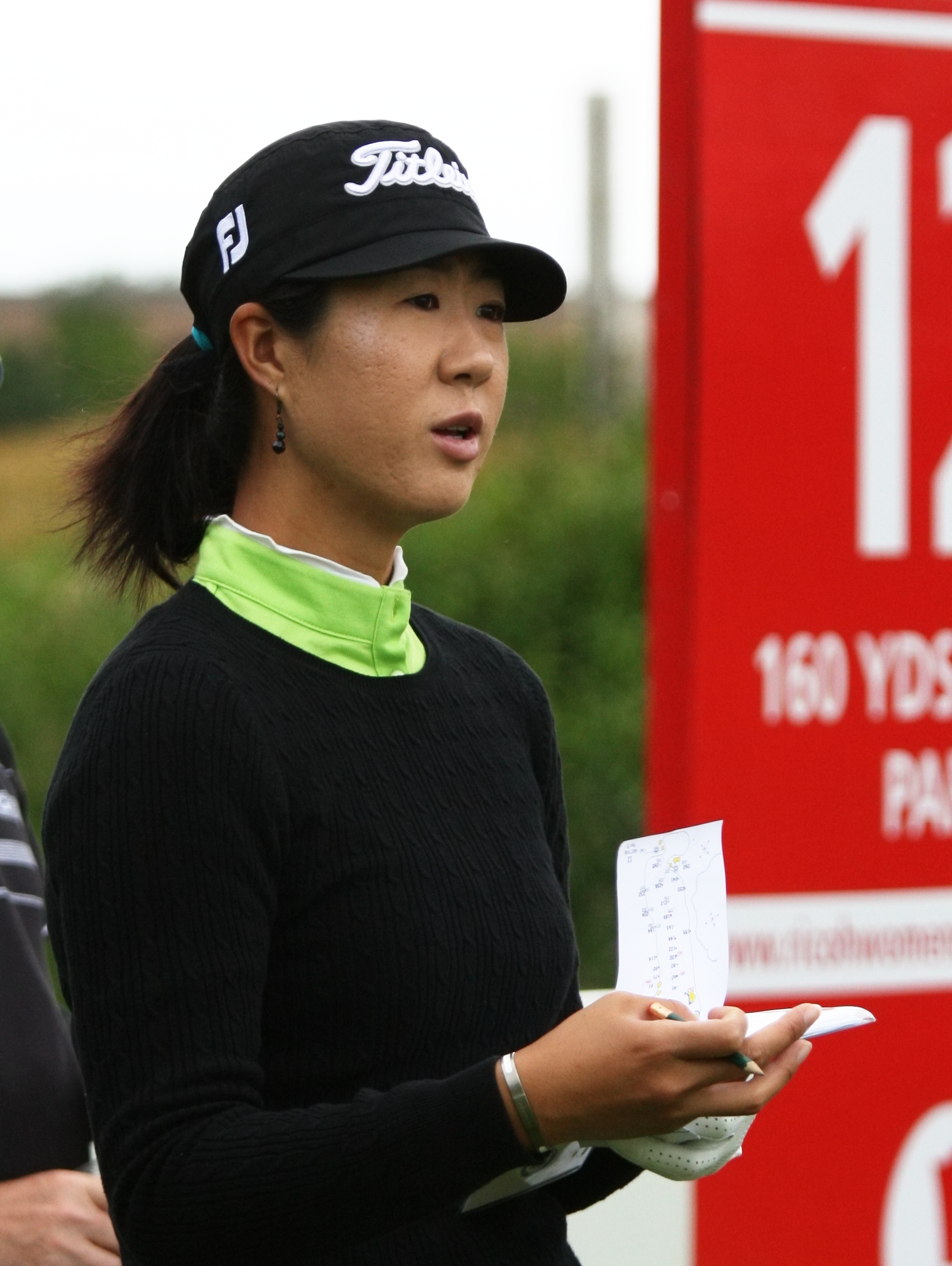
Birdie Kim

Birdie Kim, född Ju-Yun Kim i Iksan 26 augusti 1981, är en sydkoreansk golfspelare.
Kim vann 1998 och 1999 års Korea Junior Championship. Hon blev professionell 2000 och blev 2001 medlem på Futures Tour som är andratouren för damer i USA. Hennes första säsong på LPGA-touren var 2004 och hon hade inga större framgångar då hon endast klarade tre cutter på 20 tävlingar men hon klarade sitt tourkort eftersom hon slutade tolva i kvalificeringsskolan. 2005 var ett bättre år för henne och i maj det året placerade hon sig bland de tio bästa för första gången i en LPGA-tävling. Hennes största framgång i karriären var hennes oväntade seger i US Womens Open.
Hon ändrade sitt förnamn 2004 till Birdie i ett försök att skilja sitt namn från de många spelare som tävlar på olika tourer runt om i världen. Bara på LPGA-touren fanns det 2005 sex spelare med namnet Kim.